# Король-Рыбак
Король-Рыбак (англ. the Fisher King, фр. le Roi Pêcheur) — персонаж легенд о рыцарях Круглого Стола, хранитель Святого Грааля. В ранних мифах король остаётся безымянным, поздний фольклор даёт ему имя Пеллеас. Король-Рыбак впервые упоминается в «Персивале» Кретьена де Труа. Легенда рассказывает, как рыцарь Персиваль в поисках Святого Грааля — чаши, в которую была собрана кровь Христова, — останавливается на ночлег у короля озёрной страны, который рыбачит недалеко от своего замка. Король оказывается тяжело раненым, он при смерти. Персиваль становится свидетелем, как лекари приносят ему воды в большом красивом кубке, и король чудесным образом исцеляется. Персиваль понимает, что лицезрел Святой Грааль.
Варианты истории о Короле-Рыбаке могут заметно отличаться в разных источниках, но он всегда ранен в ногу или в пах, и из-за этого неспособен самостоятельно передвигаться. Вместе с ним страдает его королевство, превращаясь в Опустошённую землю. Ему остаётся только рыбачить на реке возле своего замка Корбеник. Рыцари из многих земель приезжают, чтобы попытаться исцелить Короля-Рыбака, но сделать это может только избранный. В ранних версиях истории это Персиваль, в более поздних к нему присоединяются Галахад и Борс.
Ряд работ описывает сразу двух раненых королей, живущих в одном и том же замке, — отца и сына (или деда и внука). Отец, чьё ранение более серьёзно, не покидает замка, в то время как более активный сын встречается с гостями и рыбачит. В дальнейшем при упоминании таких источников отец будет назван в статье Раненым Королём, а сын — Королём-Рыбаком.

## Кельтская мифология
Король-Рыбак впервые появляется в «Персевале, или Повести о Граале» Кретьена де Труа (конец XII столетия), но корни образа уходят в кельтскую мифологию. Он может быть более или менее прямо связан с Браном Благословенным из «Мабиногиона». Бран владеет волшебным котлом, способным воскрешать мертвых (однако, несовершенно: воскрешенные с его помощью теряют способность говорить), который он отдает королю Ирландии как подарок к свадьбе короля и своей сестры Бранвен. Позже Бран вступает в войну с Ирландией, где его ранят в ногу, а котел оказывается уничтожен. Бран просит отделить его голову от тела и отвезти обратно в Британию; его голова продолжает разговаривать. Аналоги этой истории присутствуют в двух важных валлийских текстах: в «Килхухе и Олвен» из «Мабиногиона», где люди короля Артура вынуждены отправиться в Ирландию за магическим котлом, и в поэме «Сокровища Аннуна», повествующей об ещё одном волшебном котле, разыскиваемом Артуром в потусторонних землях Аннуна.
В валлийском рыцарском романе «Передир, сын Эврауга», основанном на «Персевале» Кретьена де Труа (или на общем источнике), но содержащем ряд значительных отличий, Грааль не упоминается. Персонаж Короля-Рыбака (хотя он не назван так) показывает Передиру отрубленную голову на блюде. Позже Передир узнает, что он в родстве с этим королём, а отрубленная голова принадлежала его кузену, за смерть которого он должен отомстить.

## Дальнейшие средневековые работы

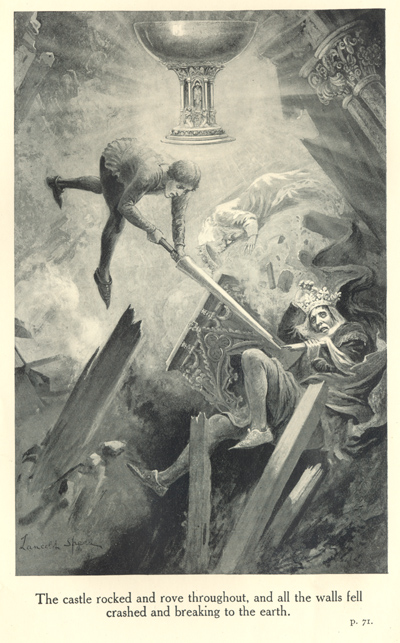
«Тут рухнул замок, и стены его, и кровли — всё обрушилось на землю», иллюстрация Ланселота Спида.
Сэр Балин поражает Короля-Рыбака Копьём Судьбы

Дальнейшее развитие образ Короля-Рыбака получил в «Иосифе Аримафейском» Робера де Борона (конец XII столетия), это первая работа, соединяющая Грааль с Иисусом. Здесь «Богатого Рыбака» зовут Брон (имя достаточно близкое к Брану, чтобы предположить связь), и он муж сестры Иосифа Аримафейского, который использовал Грааль, чтобы собрать кровь Христа прежде чем положить Его в могилу. Иосиф основывает религиозное сообщество, члены которого в конце концов отправляются в Британию, и доверяет Грааль Брону. Брон становится основателем рода хранителей Грааля, который в дальнейшем включает Персеваля. В «Дидо-Персевале», который считается прозаическим пересказом утерянной работы Робера де Борона, Брон назван «Королём-Рыбаком», и Персеваль — его внук.
Вольфрам фон Эшенбах перерабатывает «Персеваля» Кретьена в своем «Парцифале». Он изменяет и саму сущность Грааля (светящийся камень вместо сосуда), и его окружение, даёт имена персонажам, оставленным Кретьеном безымянными. Раненый Король в его версии получает имя Титурель, а Король-Рыбак — Амфортас.

### Пелес
В цикле «Ланселот-Грааль» история Короля-Рыбака описана более подробно. Ко временам Артура из его рода живы двое: Раненый Король, Пеллам или Пеллехан, и сам Король-Рыбак, Пеллес. Пеллес подстраивает рождение Галахада, обманом заманив Ланселота в постель своей дочери Элейны, поскольку согласно пророчеству только Галахад сможет найти Грааль и излечить Опустошенную землю. В «Пост-Вульгате» и в «Смерти Артура» Мэлори рана Короля-Рыбака нанесена сэром Балином, который, защищаясь от жаждавшего отомстить за смерть брата короля, схватил копьё и ударил его. Это оказалось Копьё Лонгина; Пеллам и его земля были обречены страдать от раны до прихода Галахада.
В «Смерти Артура» Мэлори роль Короля-Рыбака или Раненого Короля исполняют четыре разных персонажа:
1. Король Пелам (Pellam), раненый Балином, как в «Пост-Вульгате».
2. Король Пелес (Pelles), дед Галахада, описанный как «Увечный Король». В одном из отрывков он недвусмысленно идентифицируется с Пеламом, однако в других получение им раны описывается иначе.
3. Король Пешер (Pescheour или Petchere), господин Замка Грааля, который упоминается, но не появляется лично (по крайней мере, под этим именем). Своим существованием он обязан ошибке Мэлори, воспринявшего старофранцузское «roy Peschour» («Король-Рыбак») как имя собственное, а не эпитет.
4. Безымянный прикованный к постели Увечный Король (The Maimed King), исцеленный Галахадом в замке Корбеник. Он определённо не является одним лицом с Пелесом, который присутствует в этом же эпизоде и несколькими абзацами ранее покидает комнату.

Предполагается, что Мэлори намеревался описать одного Увечного Короля, раненого Балином и страдающего, пока его не исцеляет его внук Галахад, но так и не смог успешно согласовать все источники.

## Современные версии легенды
Рихард Вагнер использовал миф в своей опере «Парсифаль», основанной на работе Вольфрама фон Эшенбаха. Томас Элиот использовал легенду в своей поэме «Бесплодная земля». Король-Рыбак появляется в опере Майкла Типпетта «The Midsummer Marriage», частично вдохновленной поэмой Элиота.
История Короля-Рыбака рассказывается в фильме Эрика Ромера «Персеваль Валлиец» (1978), основанном на «Персевале» Кретьена де Труа. Раненый король, увечья которого опустошают его земли, связан с историей короля Артура в «Экскалибуре» Джона Бурмена (1981). Также его история задействована в фильме Терри Гиллиама «Король-рыбак» (1991). Как персонаж Король-Рыбак появляется в восьмой серии третьего сезона британского телесериала «Мерлин».
Другие современные упоминания Короля-Рыбака встречаются в таких романах как «Мерзейшая мощь» К. С. Льюиса, «The Fisher King: A Novel» Полы Маршалл, «Черным по чёрному» и «Last Call» Тима Пауэрса, «The Grey King» Сьюзан Купер. В «Цикле Пендрагона» Стивена Лоухеда, дед Мерлина Аваллах, в прошлом король погибшей Атлантиды, назван Королём-Рыбаком; в бою ему была нанесена неисцелимая рана, и дальнейшие годы он проводит в Британии, рыбача на озере. В пьесе Дона Нигро «Fisher King» действие легенды перенесено во времена Гражданской войны в США. Также Король-Рыбак присутствует в компьютерной игре «Ведьмак» и в тех книгах Сапковского, на которых игра основана.
См. также «Король-рыбак» — фильм Терри Гиллиама.